# Diasporus igneus
Espèce
Diasporus igneus est une espèce d'amphibiens de la famille des Eleutherodactylidae.

## Répartition
Cette espèce est endémique du Panamá. Elle se rencontre au-dessus de 1 500 m d'altitude sur le cerro Santiago dans la Serranía de Tabasará.

## Publication originale
- Batista, Ponce & Hertz, 2012 : A new species of rainfrog of the genus Diasporus (Anura: Eleutherodactylidae) from Serranía de Tabasará, Panama. Zootaxa, no 3410, p. 51-60.